# Instinct Records
Instinct Records je americké hudební vydavatelství se sídlem v New Yorku specializující se na elektronickou hudbu. Své první úspěchy zaznamenalo počátkem devadesátých let, kdy vydávalo nahrávky hudebníka jménem Moby. Ten v té době své nahrávky vydával pod několika různými jmény, aby se zdálo, že vydavatelství vydává alba více umělců. Vydavatelství je vlastníkem několika dalších menších společností, jako například Evolver, Instinct Ambient, Kickin Records USA, Liquid Music, Shadow Records a Sonic Records. Rovněž vydávalo alba dalších umělců, mezi které patří Prototype 909, Sarah Cracknell, Rasputina a Drum Club.